# Картуна-Пік
Картуна-Пік — вулканічна вершина на півночі Британської Колумбії, Канада, розташована на південний схід від кратера Кава в провінційному парку Маунт-Едзіза.